# 未名湖

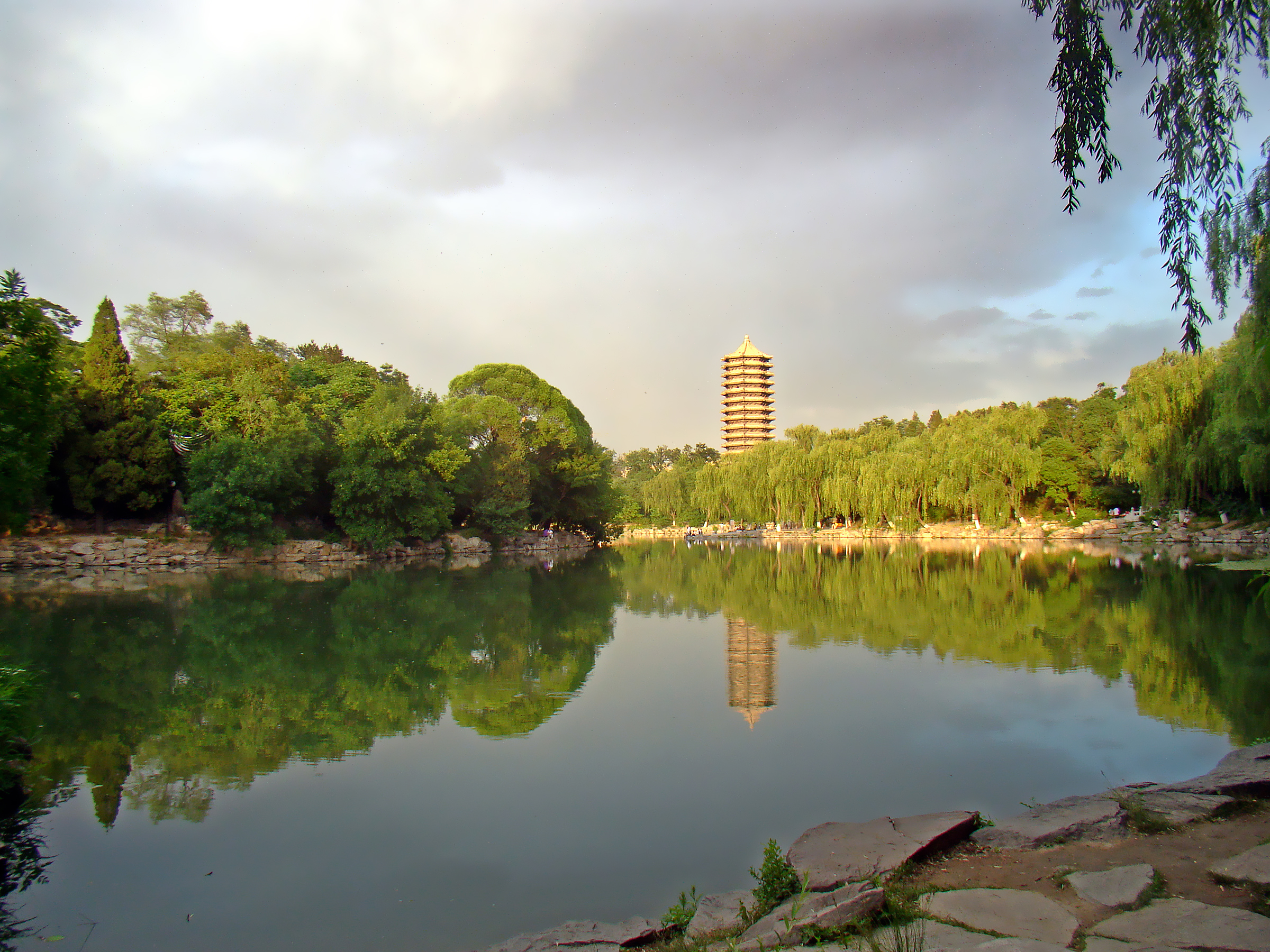
未名湖和博雅塔

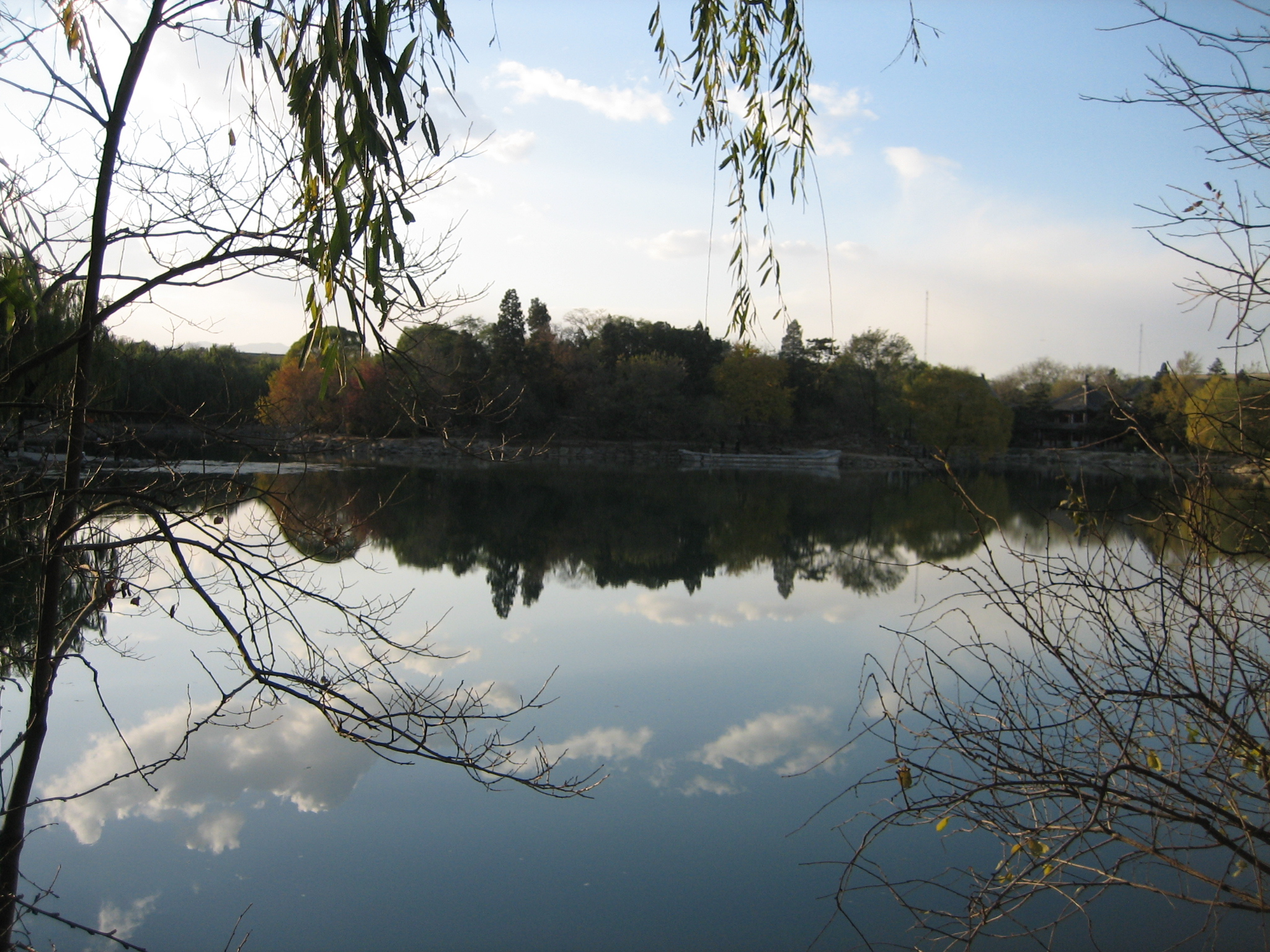
未名湖，2006年11月8日

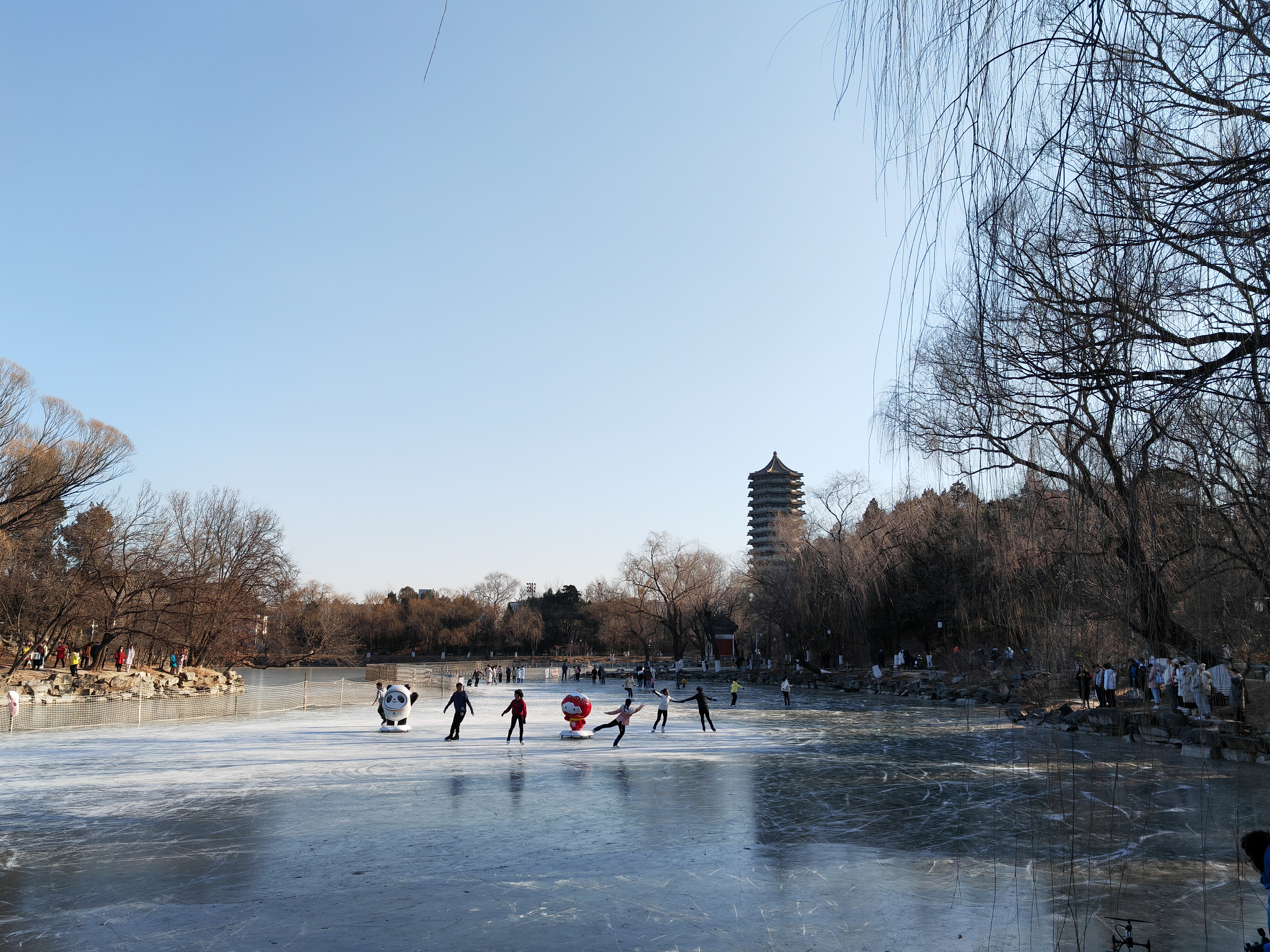
2022年北京冬奥会前夕，未名湖上滑冰的学生。

未名湖是北京大学校园内最大的人工湖，位于中北部。
形状呈U形。湖西南部有翻尾石鱼雕塑，中央有湖心岛，由桥与北岸相通。湖心岛的南端有一个石舫。湖南岸上有钟亭、临湖轩、慈济寺山门（更广泛地被称呼为“花神庙”）和埃德加·斯诺墓，东岸有博雅塔。
该湖以前靠万泉河供水，目前靠人工蓄水。冬天结冰期间为滑冰场。

## 历史
在清朝是圆明园附属的和珅花园淑春园中人工湖。石舫按照颐和园的石舫修建，但后来上部结构被焚毁，今仅存石质基座。
20世纪20年代成为燕京大学的一部分，校方请设计师亨利·墨菲了规划校园布局。早期在学生中，该湖的名称并不统一，有称“校湖”，“无名湖”，“未名湖”，“枫湖”等。后在1931年“燕京大学建校10周年庆祝会”期间，由钱穆、冰心提议并定名为“未名湖”。2001年，湖附近的“未名湖燕园建筑”被列为全国重点文物保护单位。

## 有关文化
北大校友许秋汉（91级社会学系）写作的歌曲《未名湖是个海洋》流传甚广，被很多人看作是非官方的北大校歌。
一塌糊涂BBS的名字来自其谐音“一塔湖图”。其中的湖即为未名湖。未名空间BBS的名字也来自此。